# Flickingeria lonchigera
Flickingeria lonchigera là một loài thực vật có hoa trong họ Lan. Loài này được (Schltr.) Schuit. & de Vogel mô tả khoa học đầu tiên năm 2003.